# Salvelinus grayi
Salvelinus grayi is een straalvinnige vissensoort uit de familie van de zalmen (Salmonidae). De wetenschappelijke naam van de soort is voor het eerst geldig gepubliceerd in 1862 door Günther. Hij vernoemde de vis naar zijn collega John Edward Gray.
De soort komt alleen voor in Lough Melvin in het Ierse graafschap Leitrim. De vis staat op de rode lijst als ernstig bedreigd.